# Prova por contraposição
Em lógica, a contrapositiva de uma instrução condicional  é formada negando ambos os termos e invertendo a direção da inferência. Explicitamente, a contrapositiva da instrução "se A, então B" é "se não B, então não A." A instrução e a sua contrapositiva são logicamente equivalentes: se a afirmação é verdadeira, então a sua contrapositiva é verdadeira e vice-versa.
Em matemática, a prova por contraposição (ou prova pela contrapositiva) é uma regra de inferência utilizada em provas. Essa regra infere uma declaração condicional da sua contraposição. Em outras palavras, a conclusão "se A, então B" é elaborada a partir da única premissa "se não B, então não A" .

## Exemplo
Deixe x ser um número inteiro:
Para provar que: Se x² é par, então x é par.
Apesar de poder ser dada uma prova direta, podemos escolher provar esta afirmação por contraposição. A contrapositiva da declaração acima é:
Se x não é par, então x² não é par.
Essa última afirmação pode ser comprovada da seguinte forma: suponha que x não é par, então x é ímpar. O produto de dois números ímpares é ímpar, portanto, x² = x·x é um numero ímpar, assim x² não é par.
Tendo provado a contrapositiva, podemos inferir que a sentença original é verdadeira.

## Relação à prova por contradição
Qualquer prova por contraposição também pode ser trivialmente formulada em termos de uma prova por contradição: nós consideramos o oposto para provar a proposição, desde que tenhamos uma prova de que temos que chegar à contradição, a qual queremos, assim a prova contrapositiva é, em certo sentido, "pelo menos tão difícil de formular" quanto a prova por contradição.{\displaystyle }{\displaystyle }{\displaystyle }{\displaystyle }